# 色戒 (2001年電影)
《色戒》（英語：Samsara）是一部2001年的印度、意大利、法国、德国电影，讲述拉达克喜马拉雅山区的藏传佛教僧侣达世还俗成家，后又再度出家的故事。导演宾·纳伦，主演为古桑和钟丽缇。
《色戒》获得第51届墨尔本国际电影节颁发的“最受欢迎电影观众奖”，列为意大利和法国十大电影。

## 故事情节
达世（古桑扮演）从五岁开始出家为僧。二十年后，他闭关三年，仁波切授予他堪布的称号。达世在遇到村姑琶玛（钟丽缇扮演）后，动了凡心，离开寺院，还俗与琶玛结婚生子，并且陷入与印度女子Sujata的情欲。
最后，达世的师弟带来师傅阿普法师的临终遗书，达世决定舍弃家庭，重返寺院。

## 外部連結
- 互联网电影数据库（IMDb）上《色戒》的资料（英文）
- 豆瓣电影上《色戒》的資料 （简体中文）